# Circuito Internacional e-Prix de Yakarta
El circuito Internacional e-Prix de Yakarta (CIEY) es un circuito urbano de carreras ubicado en Yakarta, Indonesia. Fue anunciado en diciembre de 2021 y es sede del e-Prix de Yakarta de Fórmula E.
La pista se diseñó en la zona de Ancol, al costado del estadio Internacional de Yakarta.

## Historia
Durante el año 2020, se anunció la creación del e-Prix de Yakarta, siendo el primer evento de automovilismo internacional desde las rondas de GP2 Asia Series en el circuito Internacional de Sentul, el trazado estaría ubicado en la zona del Monumento Nacional, sin embargo debido a la pandemia de COVID-19, se suspendió la edición del e-Prix y posteriormente debido a líos burocráticos con las autoridades locales, el trazado anunciado nunca se construyó, ya que temían que ocurra lo mismo que en el e-Prix de Santiago y el daño a su patrimonio local, durante la temporada 2020-21 no hubo anuncios relevantes, sin embargo en diciembre de 2021 se presentó el diseño del trazado ubicado en la zona costera de Ancol.